# Kapolo
Capolo, também grafada como Kapolo, é vila e comuna do município de Porto Amboim, província de Cuanza Sul, em Angola. Localiza-se 40 quilómetros a norte da cidade de Porto Amboim.
Possui significativos recursos hídricos, que são aplicados principalmente à produção agrícola, tornando-a o mais importante polo agropecuário do município de Porto Amboim.
Em fevereiro de 2010 foram inauguradas duas cabines telefónicas pela Angola Telecom, no âmbito do programa "liga liga" desta operadora.
A aldeia de Cafe Cangombe pertence a esta comuna.
A comuna conta com posto de saúde.